# Улица Эжу (Рига)
Улица Э́жу (латыш. Ežu iela — Ежиная) — небольшая улица в Видземском предместье города Риги, в Пурвциемсе.
Соединяет улицу Курмью с улицей Пурвциема; с другими улицами не пересекается. Общая длина улицы — 193 метра. Общественный транспорт по улице не курсирует.
Впервые упоминается в перечне улиц города в 1930 году под своим нынешним названием, которое никогда не изменялось.